# Friedrich Martin Ferdinand Oelschläger
Friedrich Martin Ferdinand Oelschläger (ur. 24 października 1798 w Szczecinie, zm. 18 maja 1858 tamże) – niemiecki kompozytor i dyrygent.

## Życiorys
Kształcił się początkowo pod kierunkiem teścia, Friedricha Wilhelma Haacka. W latach 1818–1821 odbył studia teologiczne na Uniwersytecie w Halle, gdzie poznał Carla Loewego. Na początku lat 20. XIX wieku założył w Szczecinie stowarzyszenie instrumentalne. Był organistą kościoła Mariackiego, a także dyrektorem muzycznym kościoła zamkowego św. Ottona, w którym dyrygował wykonaniami dzieł oratoryjnych. Brał udział w przedstawieniach operowych organizowanych przez Stowarzyszenie Dyletantów (Dilettantenvereinigung) w szczecińskim salonie C.L. Schleicha, w trakcie których dyrygując przy fortepianie poprowadził przedstawienia Czarodziejskiego fletu i Don Giovanniego W.A. Mozarta, Fidelia L. van Beethovena i Jessondy L. Spohra.
Komponował utwory chóralne, pieśni, muzykę patriotyczną i okolicznościową. Za utwór na chór Hohenzollernlied, napisany na uroczystość koronacji Fryderyka Wilhelma IV, otrzymał złoty medal królewski.